# FIM-92 Stinger

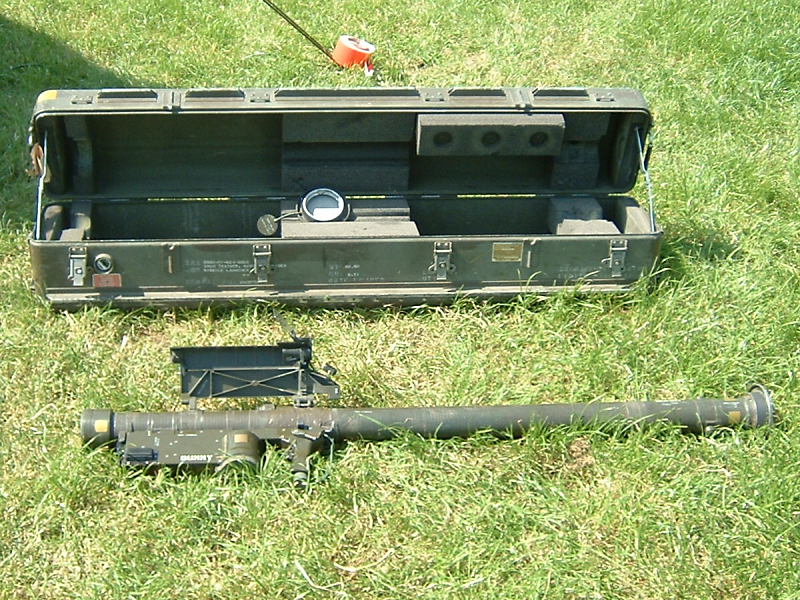
Stinger met draagkoffer

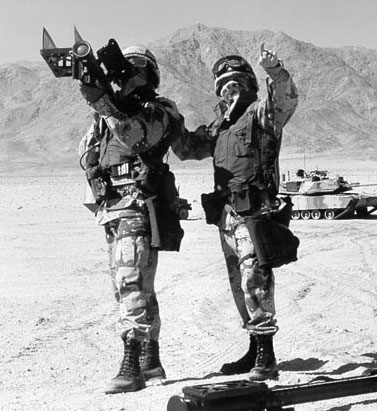
Draagbare Stinger

De FIM-92A Stinger of kortweg Stinger is een draagbare luchtdoelraket van Amerikaanse makelij (Manpads). Deze infrarood-geleide raket wordt ingezet tegen luchtdoelen op korte afstand (0,5 tot 5 km).
De Stinger heeft een zogenaamde all-aspect capaciteit, wat wil zeggen dat de warmtezoekende raketkop een doel vanuit vrijwel alle hoeken kan opsporen en volgen. Hierdoor verschilt de Stinger van de oudere generaties warmtegeleide raketten, die hun doelwit enkel kunnen volgen als de raketkop recht in de hete motoruitlaat van het doelwit kan 'kijken'.
De Stinger beschikt ook over IFF- (Identification friend or foe) en ECCM- (Electronic Counter-Countermeasures) voorzieningen.
De stingerraket wordt gelanceerd door een lanceermotor, die de raket een aantal meter uit de schietbuis stuwt. Hierna treedt de vluchtmotor in werking, die de raket op topsnelheid brengt. Bij het verlaten van de schietbuis, klappen er aan de raketkop twee stuurvinnen uit en aan het achtereinde vier stabilisatievinnen, die ervoor zorgen dat de raket een stabiele en trefzekere baan volgt.
Naast de draagbare uitvoering bestaan er ook Stinger-raketten die op een voertuig of helikopter kunnen gemonteerd worden. 
Enkele versies van de Stinger:
- Stinger Basic
- Stinger POST (Passive Optical Seeker Technique)
- Stinger RMP (Reprogrammable Micro Processor)
- ATAS (Air-to-air Stinger)
- Stinger Manpad

De Stinger bleek zeer effectief nadat de Verenigde Staten ze in de tachtiger jaren van de twintigste eeuw in het geheim aan de moedjahedien-strijders in Afghanistan leverden om te gebruiken tegen vliegend materieel van de Sovjet-Russische bezetter.